# غماس
غماس (به عربی: غماس) یک منطقهٔ مسکونی در عراق است که در استان قادسیه واقع شده‌است. غماس ۱۴۰٬۰۰۰ نفر جمعیت دارد.